# Campionat de Catalunya de bàsquet femení
El Campionat de Catalunya de basquetbol femení va ser la màxima competició catalana de bàsquet, organitzada per la Federació Catalana de Bàsquet, iniciada als anys 30.

## Història
Entre 1930 i 1935 es disputaren diverses competicions que no foren homologades com a oficials. L'any 1930 es disputà la Copa Exposició, amb motiu de l'Exposició Internacional de 1929. Quatre anys més tard, el diari L'Opinió organitzà un torneig que va rebre el nom de II Campionat de Catalunya. Posteriorment no fou considerat oficial en no ser organitzat per la Federació, tot i que l'organitzador fou una entitat externa als clubs. També es disputaren torneigs inter-clubs, com l'organitzat pel Club Femení i d'Esports l'any 1934, amb motiu del sisè aniversari de l'entitat. La primera edició oficial fou el 1936.
A partir del 1941 el campionat es reprèn, amb la participació de clubs com el Club Esportiu Laietà, FCB Barcelona, RCD Espanyol, UGE Badalona, Sants o Mediterrani, entre d'altres. Cinc anys més tard el campionat s'aturà perquè les jugadores, a instàncies de la Secció Femenina, foren obligades a fer el Servicio Social per legalitzar les fitxes federatives. Al marge de les competicions federatives, durant el franquisme es disputaren les competicions per a productors (campionats d'empreses) en el sí de l'obra sindical d'Educación y Descanso, on destacaren clubs com la Sección Femenina, el Grup Cottet, Grup Hispano-Olivetti o Grupo Deportivo García Vives. Aquest darrer fou campió d'Espanya l'any 1950.
La competició federativa es va reprendre l'any 1951 amb la disputa d'un campionat en el que participaren nou equips. Aquest campionat s'havia de disputar a dues voltes, però finalment fou reduït a una única volta i una fase final amb semifinals i final. El campió fou el García Vives, que posteriorment participà en Campionat d'Espanya, on fou subcampió. A partir d'aquest any el campionat federatiu es disputà ininterrompudament, fins als anys seixanta, en què amb l'aparició de la Lliga espanyola el campionat passà a ser un campionat per a clubs de segon nivell.

## Historial
Font:
| En negreta = Equip guanyador En cursiva = Campionat no oficial (1) = Nombre de campionats |
| Temporada amb equips catalans en categoria superior                                       |

| Competició                                                                                  | Temp.   | Campió                      | Resultat    | Subcampió               | refs          |
| ------------------------------------------------------------------------------------------- | ------- | --------------------------- | ----------- | ----------------------- | ------------- |
| Copa Exposició                                                                              | 1930    | Club Femení B               | 9-9 / 14-10 | Club Femení A           | [ 1 ] [ 10 ]  |
| Torneig L'Opinió                                                                            | 1934    | Club Femení A               | lligueta    | FC Barcelona            | [ 13 ]        |
| I (detalls)                                                                                 | 1936    | Laietà SC (1)               | lligueta    | FC Barcelona            | [ 14 ] [ 15 ] |
| no es disputà entre 1937 i 1940 per l'esclat de la Guerra Civil Espanyola                   |         |                             |             |                         |               |
| II                                                                                          | 1941    | CE Laietà (2)               | 29-26       | UGE Badalona            | [ 16 ] [ 17 ] |
| III (detalls)                                                                               | 1942    | FC Barcelona (1)            | lligueta    | RCD Espanyol            | [ 18 ]        |
| IV (detalls)                                                                                | 1943    | RCD Espanyol (1)            | lligueta    | CE Laietà               | [ 19 ]        |
| V                                                                                           | 1944    | FC Barcelona (2)            | lligueta    | RCD Espanyol            | [ 20 ] [ 21 ] |
| VI (detalls)                                                                                | 1945    | RCD Espanyol (2)            | 17-13       | Sección Femenina        | [ 22 ]        |
| no es disputà entre 1946 i 1950 per l'obligació de les esportistes a fer el Servicio Social |         |                             |             |                         |               |
| VII                                                                                         | 1951    | GD García Vives (1)         | 23-18       | GR La Seda-Prat         | [ 8 ]         |
| VIII                                                                                        | 1952    | CE Hispano Francès (1)      | ?           | Picadero JC             | [ 23 ] [ 24 ] |
| IX                                                                                          | 1953    | CE Hispano Francès (2)      | lligueta    | Sección Femenina        | [ 25 ]        |
| X                                                                                           | 1954    | CE Hispano Francès (3)      | lligueta    | Sec. Fem. del SEU       | [ 26 ]        |
| XI                                                                                          | 1955    | Picadero JC (1)             | lligueta    | INSO                    | [ 27 ]        |
| XII                                                                                         | 1956    | Picadero JC (2)             | 41-30       | Pedagogium San Fernando | [ 28 ]        |
| XIII                                                                                        | 1957    | Picadero JC (3)             | lligueta    | Pedagogium San Fernando | [ 29 ]        |
| XIV                                                                                         | 1958    | Picadero JC (4)             | ?           | Joventut Badalona       | [ 30 ]        |
| XV                                                                                          | 1959    | Picadero JC (5)             | lligueta    | CIC Argentona           | [ 31 ]        |
| XVI (detalls)                                                                               | 1960    | CIC Argentona (1)           | lligueta    | Picadero JC             | [ 32 ]        |
| XVII (detalls)                                                                              | 1960-61 | CIC Argentona (2)           | lligueta    | CE Cottet               | [ 33 ]        |
| XVIII (detalls)                                                                             | 1961-62 | CD INDO (1)                 | lligueta    | Picadero JC             | [ 34 ]        |
| XIX                                                                                         | 1963    | CD INDO (2)                 | lligueta    | Molfort's CIC Argentona | [ 35 ]        |
| XX                                                                                          | 1964    | Joventut Badalona (1)       | lligueta    | Molfort's CIC Argentona | [ 37 ] [ 38 ] |
| XXI                                                                                         | 1965    | Molfort's CIC Argentona (3) | 57-22       | CD Alce                 | [ 40 ]        |
| XXII                                                                                        | 1966    | Club Banesto (1)            | 34-29       | CE Hispano Francès      | [ 41 ]        |
| XXIII                                                                                       | 1967    | CE Hispano Francès (4)      | ?           | BIM                     | [ 43 ]        |

## Palmarès
| Equip                                   | Campió | Subcampió | Anys campió                  | Anys subcampió   |
| --------------------------------------- | ------ | --------- | ---------------------------- | ---------------- |
| Picadero Jockey Club                    | 5      | 3         | 1955, 1956, 1957, 1958, 1959 | 1952, 1960, 1962 |
| Club Esportiu Hispano Francès           | 4      | 1         | 1952, 1953, 1954, 1967       | 1966             |
| Col·legi Immaculada Concepció Argentona | 3      | 3         | 1960, 1961, 1965             | 1959, 1963, 1964 |
| Reial Club Deportiu Espanyol            | 2      | 2         | 1943, 1945                   | 1942, 1944       |
| Club Esportiu Cottet (INDO)             | 2      | 1         | 1962, 1963                   | 1961             |
| Club Esportiu Laietà                    | 2      | 1         | 1936, 1941                   | 1943             |
| Futbol Club Barcelona                   | 2      | 1         | 1942, 1944                   | 1936             |
| Club Joventut Badalona                  | 1      | 1         | 1964                         | 1958             |
| Grupo Deportivo García Vives            | 1      | —         | 1951                         | —                |
| Club Banesto                            | 1      | —         | 1966                         | —                |
| Pedagogium San Fernando                 | —      | 2         | —                            | 1956, 1957       |
| Secció Femenina                         | —      | 2         | —                            | 1945, 1953       |
| Unió Gimnàstica i Esportiva de Badalona | —      | 1         | —                            | 1941             |
| GR La Seda-Prat                         | —      | 1         | —                            | 1951             |
| Sindicato Español Universitario         | —      | 1         | —                            | 1954             |
| INSO (Instituto Social de la Mujer)     | —      | 1         | —                            | 1955             |
| Club Deportivo Alce                     | —      | 1         | —                            | 1965             |
| Bàsquet Institució Montserrat           | —      | 1         | —                            | 1967             |